# Масалфасар
Масалфасар, Масальфасар (валенс. Massalfassar (офіційна назва), ісп. Masalfasar) — муніципалітет в Іспанії, у складі автономної спільноти Валенсія, у провінції Валенсія. Населення — 2280 осіб (2010).

## Географія
Муніципалітет розташований на відстані близько 300 км на схід від Мадрида, 10 км на північний схід від Валенсії.

## Демографія
Динаміка населення (INE ):

## Галерея зображень

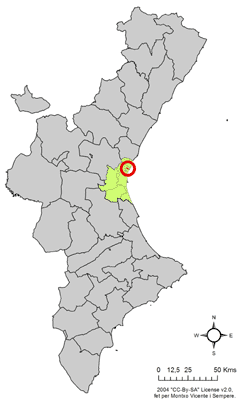
Розташування муніципалітету Масалфасар у автономній спільноті Валенсія
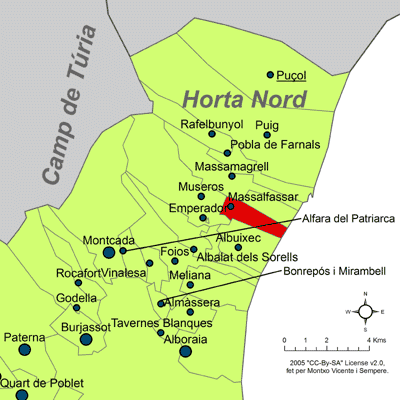
Розташування муніципалітету Масалфасар у комарці Уерта-Норте
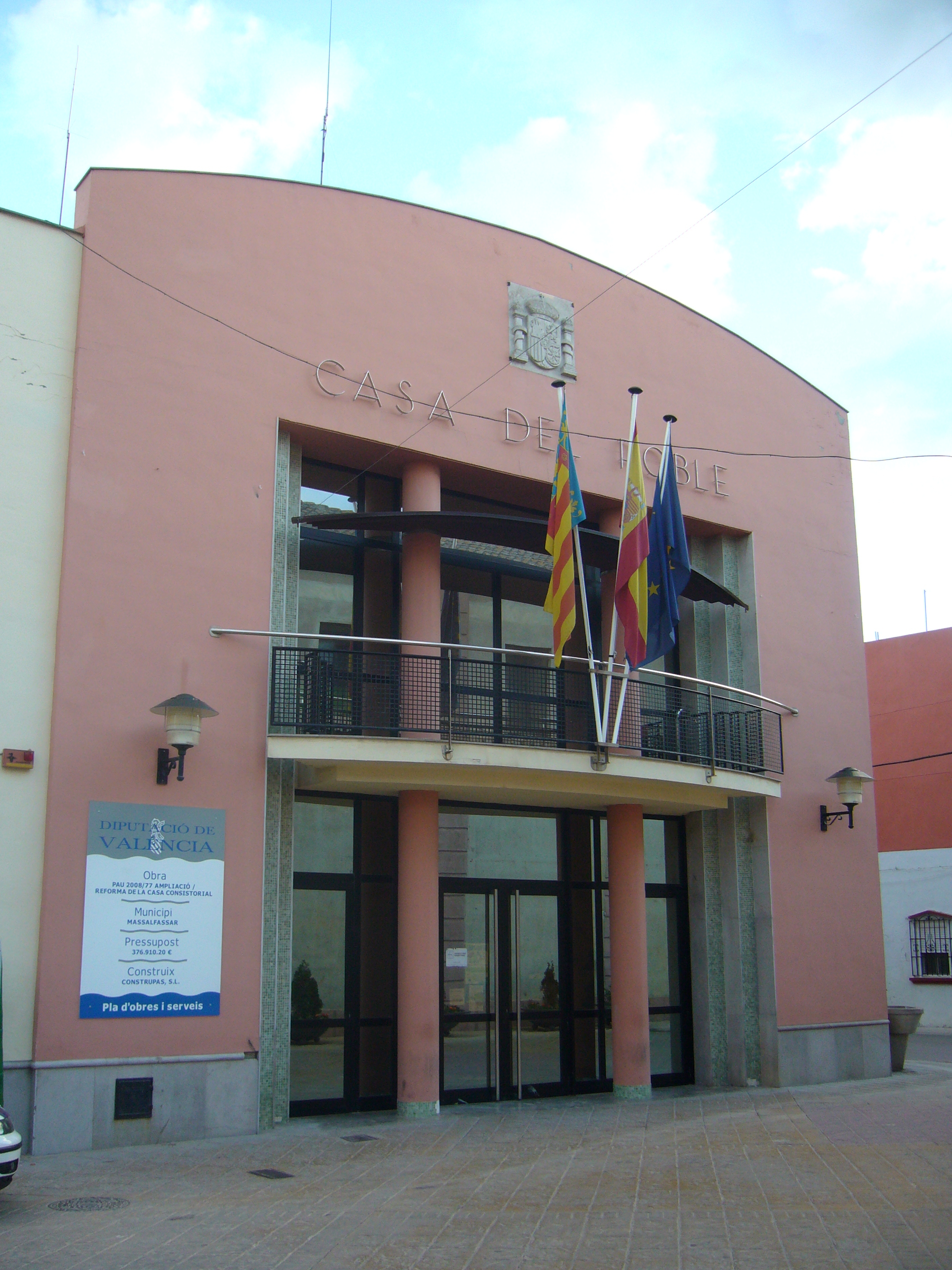
Муніципальна рада